# Esox

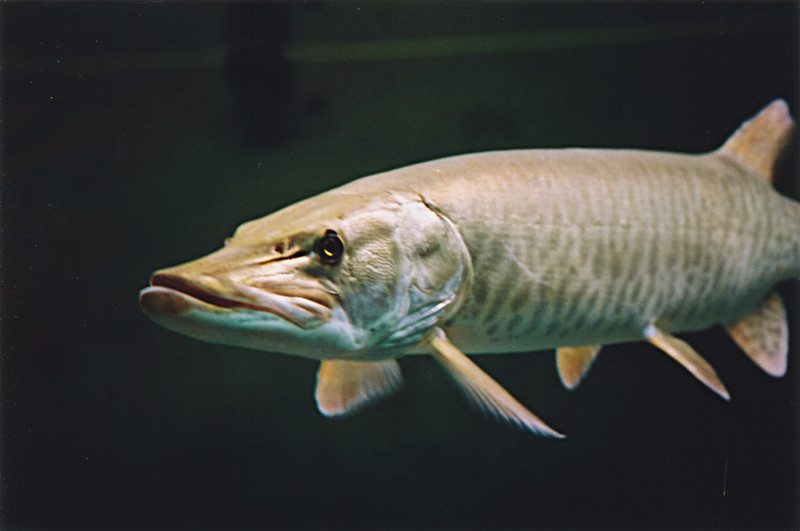
Boca en forma de pico de pato.

Esox es un género de peces de agua dulce, el único de la familia Esocidae, conocidos popularmente como lucios.  Están distribuidos por ríos del hemisferios norte, concretamente las zonas más frías de Europa, Asia y América del Norte.
Su nombre procede del latín esox, nombre en este idioma del pez lucio. Aparecen por primera vez en el registro fósil en el Cretácico superior.

## Anatomía
Pueden llegar a alcanzar un enorme tamaño, de hasta 1,8 metros. La gran boca es similar a la de un pato; la aleta caudal típicamente ahorquillada; no presentan espinas en las aletas; las escamas son cicloides, pequeñas y numerosas; línea lateral completa.Tiene poros cefálicos que le permiten asegurar lo que hay a su alrededor.

## Hábitat y biología
Los lucios son depredadores muy voraces que cazan al acecho, alimentándose de una gran diversidad de peces y otros vertebrados, estando situados en la cumbre de la pirámide trófica en los ríos en que viven.

## Especies
Se consideran ocho especies en este género, único de la familia:
- Esox americanus Gmelin, 1789 - Lucio americano.
  - Esox americanus americanus Gmelin, 1789
  - Esox americanus vermiculatus Lesueur, 1846
- Esox aquitanicus Denys, Dettai, Persat, Hautecoeur y Keith, 2014 - Lucio aquitánico.
- Esox cisalpinus Bianco y Delmastro, 2011 - Lucio cisalpino
- Esox lucius Linnaeus, 1758 - Lucio común
- Esox masquinongy Mitchill, 1824
- Esox niger Lesueur, 1818
- Esox reichertii Dybowski, 1869 - Lucio del Pacífico